# Richard de Luci
Richard de Luci (1089 – 1179. július 14.) angol jogász, főbíró. (Richard de Lucy) először Essex főtisztviselővé nevezték ki. Felesége, Rohese, akit több iratban is megneveznek, valószínűleg Boulogne egyik vezetőjének a testvére lehetett. Mikor II. Henrik 1154-ben elfoglalta az angol trónt, Robert de Beaomont-nal együtt ő lett Anglia főbírája. De Beaumont 1169-es halálát követően egyedül viselte a címet.
1179-ben lemondott posztjáról, és Lesnes Abbeyba vonult vissza, ahol három hónappal később, 1179. július 14-én meghalt és eltemették.
Második fia Godfrey de Luci, Winchester második püspöke volt.

## Külső hivatkozások
- A Lucy & Lucey Family net
- De Lucy az 1911-es enciklopédiában